# Mns Peukan
Mns Peukan is een bestuurslaag in het regentschap Pidie van de provincie Atjeh, Indonesië. Mns Peukan telt 1123 inwoners (volkstelling 2010).